# Сварт, Бэйли
Изак Стефанус де Вильерс «Бэйли» Сварт (африк. Izak Stephanus de Villiers 'Balie' Swart, родился 18 мая 1964 года в Малмсбери) — южноафриканский регбист, выступавший на позициях пропа (столба) и хукера (отыгрывающего). Чемпион мира 1995 года.

## Игровая карьера
Окончил гимназию Парл, был капитаном команды школьников Западной провинции на турнире «Неделя Кравена» 1983 года. В 1983 году был включён в команду ЮАР U-18 в 1983 году, будучи её капитаном. После школы выступал за команду Стелленбосского университета, в 1987 году дебютировал за команду Западной провинции (клуб «Уэстерн Провинс»). Один сезон отыграл в Уэльсе за клуб «Эббу-Вейл».
С 1992 по 1999 годы играл за команду Трансвааля (ныне клуб «Голден Лайонз»). Отметился в одном из матчей за «Лайонз» тем, что показал судившему встречу арбитру красную карточку, в ответ на что тот отобрал у Сварта карточку и удалил его с поля немедленно.
За сборную ЮАР сыграл 16 матчей. Дебютировал 31 июля 1993 года матчем против Австралии в Сиднее. Участник чемпионата мира 1995 года: сыграл 4 матча, в том числе и финал против Новой Зеландии (выступал на позиции левого пропа), выигранный со счётом 15:12. По его словам, за время турнира команда стала единым целым, и время, проведённое игроками в расположении сборной в это время для страны, было особенно ценным.
Участник первого розыгрыша Кубка трёх наций 1996 года. Сыграл также в 15 неофициальных матчах за сборную ЮАР.

### Все тест-матчи
| Номер | Противник      | Счёт  | Позиция                | Дата            | Стадион                        |
| ----- | -------------- | ----- | ---------------------- | --------------- | ------------------------------ |
| 1.    | Австралия      | 19–12 | Правый проп            | 31 июля 1993    | Осси Стэдиум, Сидней           |
| 2.    | Австралия      | 20–28 | Левый проп             | 14 августа 1993 | Баллимор, Брисбен              |
| 3.    | Австралия      | 12–19 | Левый проп             | 21 августа 1993 | Осси Стэдиум, Сидней           |
| 4.    | Аргентина      | 29–26 | Правый проп            | 6 ноября 1993   | Феррокарил Оэсте, Буэнос-Айрес |
| 5.    | Англия         | 15–32 | Левый проп             | 4 июня 1994     | Лофтус Версфельд, Претория     |
| 6.    | Англия         | 27–9  | Левый проп             | 11 июня 1994    | Ньюлендс, Кейптаун             |
| 7.    | Новая Зеландия | 14–22 | Левый проп             | 9 июля 1994     | Кэрисбрук, Данидин             |
| 8.    | Новая Зеландия | 18–18 | Левый проп             | 6 августа 1994  | Иден Парк, Окленд              |
| 9.    | Аргентина      | 46–26 | Нападающий (на замену) | 15 октября 1994 | Эллис Парк, Йоханнесбург       |
| 10.   | Самоа          | 60–8  | Правый проп            | 13 апреля 1995  | Эллис Парк, Йоханнесбург       |
| 11.   | Австралия      | 27–18 | Правый проп            | 25 мая 1995     | Ньюлендс, Кейптаун             |
| 12.   | Самоа          | 42–14 | Правый проп            | 10 июня 1995    | Эллис Парк, Йоханнесбург       |
| 13.   | Франция        | 19–15 | Правый проп            | 17 июня 1995    | Кингс Парк, Дурбан             |
| 14.   | Новая Зеландия | 15–12 | Правый проп            | 24 июня 1995    | Эллис Парк, Йоханнесбург       |
| 15.   | Уэльс          | 40–11 | Левый проп             | 2 сентября 1995 | Эллис Парк, Йоханнесбург       |
| 16.   | Австралия      | 25–19 | Правый проп            | 3 августа 1996  | Фри-Стейт, Блумфонтейн         |

## Тренерская карьера
С 1999 года работал в системе клуба «Голден Лайнз». В 2000 году переехал в Новую Зеландию, c 2001 по 2003 годы тренировал команду провинции Нельсон-Бэй в чемпионате провинций Новой Зеландии. К обязанностям приступил в январе 2002 года. Под его руководством команда сыграла 19 матчей, выиграв из них 13 с разницей очков 486:410. По возвращении в ЮАР вошёл в тренерский штаб команды «Шаркс», также был тренером по схваткам в сборной ЮАР во время победного для неё чемпионата мира 2007 года. С 2011 года работал в Регбийном союзе ЮАР, занимаясь подготовкой тренеров и судей по вопросам схваток, а также работал в SANZAR с судьями.